# 卡若镇
卡若镇（藏語：མཁར་རོ་，威利转写：mkhar ro）是中国西藏自治区昌都市卡若区下辖的一个镇，位于区境南部、澜沧江上游，214国道过境。总面积649.42平方千米，2000年人口4137人。境内的卡若遗址是全国重点文物保护单位之一。全镇大多数居民点和土地位于海拔3200米以下的澜沧江河谷地带，气候湿润温和，是昌都县主要农业产区之一。2008年，卡若镇下辖10个村委会：休索村、加卡村、瓦约村、波妥村、卡诺村、左巴村、达修村、多然村、达布村、波乃村。